# Selenia clara
Selenia clara là một loài bướm đêm trong họ Geometridae.